# Towarzystwo Duchownych
Towarzystwo Duchownych (Societas Presbyterorum) – pierwsze w Galicji ukraińskie stowarzyszenie oświatowe, utworzone w Przemyślu w 1816.
Powstało ono w celu koordynacji i zespolenia prac nad wydaniem książek oświatowych i religijnych dla rozwijającego się szkolnictwa ukraińskiego, jak również podniesienia poziomu wykształcenia księży greckokatolickich.
Inicjatorem utworzenia Towarzystwa był kanonik Iwan Mohylnyckyj. Opracował on statut Towarzystwa, zaakceptowany przez greckokatolickiego metropolitę Michała Lewickiego, a w lipcu 1816 zatwierdzony przez cesarza Franciszka II Habsburga.
Na członków stowarzyszenia powołano wyłącznie duchownych: Iwana Mohylnyckiego, I. Dawydowycza, D. Kaczanowskiego, P. Nazarewycza, B. Sozańskiego, I. Trylowskiego, I. Turczmanowycza i Iwana Snihurskiego.
Towarzystwo wydało w latach 1817–1821 kilka podręczników szkolnych (głównie autorstwa Mohylnyckiego) oraz wiele książek z dziedziny gospodarki, higieny, historii Cerkwi, prawa kościelnego. Działało co najmniej do lat 30. XIX wieku.
Działalność Towarzystwa wywołała sprzeciw zarówno Polaków, zaniepokojonych rozwojem ukraińskiej akcji oświatowej, jak i części Ukraińców (związanych z zakonem bazylianów). Wskutek intryg metropolita Lewicki został upomniany zarówno przez papieża, który również ostro potępił statut Towarzystwa, jak i władze świeckie w Wiedniu. Jednak po jego wyjaśnieniach zarzutów austriackie ministerstwo spraw wewnętrznych wystąpiło w obronie metropolity i umorzyło dochodzenie.

## Literatura
- Jan Kozik - "Ukraiński ruch narodowy w Galicji w latach 1830-1848", Wydawnictwo Literackie, Kraków 1973